# Arseni Maximowitsch Logaschow
Arseni Maximowitsch Logaschow (russisch Арсений Максимович Логашов; * 20. August 1991 in Kursk) ist ein ehemaliger russischer Fußballspieler.

## Karriere

### Verein
Logaschow begann seine Karriere beim Sportakademklub Moskau. Zur Saison 2008 rückte er in den Profikader des Sportakademklubs. Sein Debüt in der zweitklassigen Perwenstwo FNL gab er im Mai 2008 gegen FK Witjas Podolsk. In der Saison 2008 kam er zu 18 Zweitligaeinsätzen. Nach Saisonende zogen sich die Moskauer allerdings aus der zweithöchsten Spielklasse zurück, woraufhin Logaschow zur Saison 2009 zum Erstligisten FK Chimki wechselte. Im September 2009 debütierte er gegen Spartak Naltschik in der Premjer-Liga. Für Chimki kam er zu sechs Erstligaeinsätzen, ehe er mit dem Verein zu Saisonende in die zweite Liga abstieg.
Nach 37 Zweitligaeinsätzen wechselte er im Juli 2011 zum Erstligisten Anschi Machatschkala, der ihn jedoch direkt für ein halbes Jahr an den Zweitligisten FK Fakel Woronesch verlieh. Während der Leihe kam er zu 14 Zweitligaeinsätzen. In der Winterpause der Saison 2011/12 kehrte Logaschow nach Dagestan zurück. Für Anschi absolvierte er bis Saisonende neun Erstligaspiele. In der Saison 2012/13 kam er zu 19 Einsätzen. Im August 2013 wechselte er zum Ligakonkurrenten Lokomotive Moskau, wurde allerdings direkt an den FK Rostow verliehen. In Rostow kam er in der Saison 2013/14 zu 23 Einsätzen in der Premjer-Liga.
Zur Saison 2014/15 kehrte er wieder nach Moskau zurück. Bei Lok konnte er sich jedoch nie durchsetzen, in der Saison 2014/15 spielte er sieben Mal, 2015/16 acht Mal in der Premjer-Liga. Nachdem er in der Hinrunde der Saison 2016/17 gar nicht mehr zum Einsatz gekommen war, wechselte er im Februar 2017 zum Zweitligisten FK Tosno. In Tosno absolvierte der Verteidiger bis Saisonende fünf Zweitligaspiele und stieg mit dem Verein zu Saisonende in die Premjer-Liga auf. Nach dem Aufstieg schloss Logaschow sich zur Saison 2017/18 dem Zweitligisten Baltika Kaliningrad an. In Kaliningrad absolvierte er 36 Spiele in der Perwenstwo FNL.
Zur Saison 2018/19 kehrte er zum Erstligisten FK Rostow zurück. In der Saison 2018/19 kam er zu 13 Einsätzen in Rostow, 2019/20 absolvierte er zehn Erstligapartien. Im Oktober 2020 wurde Logaschow an den Ligakonkurrenten Chimki verliehen, für den er bereits zwischen 2009 und 2011 gespielt hatte. Bis zum Ende der Leihe kam er zu sieben Einsätzen für Chimki. Zur Saison 2021/22 kehrte er nicht mehr nach Rostow zurück, sondern wechselte fest zum Zweitligisten FK Kuban Krasnodar. Nach zwei Ligaeinsätzen beendete er noch im selben Jahr seine aktive Karriere.

### Nationalmannschaft
Logaschow spielte 2009 sechs Mal für die russische U-19-Auswahl. Zwischen Juni 2011 und Oktober 2012 kam er zu acht Einsätzen in der U-21-Mannschaft. Im August 2012 debütierte er für die A-Nationalmannschaft, als er in einem Testspiel gegen die Elfenbeinküste in der 30. Minute für Alexander Anjukow eingewechselt wurde. Danach wurde er allerdings nur noch einmal ins Nationalteam berufen.